# Cristopher Meléndez
Cristopher Aaron Meléndez Suazo (La Ceiba, 25 novembre 1997) è un calciatore honduregno, difensore del Motagua.

## Carriera

### Club
Ha giocato nella prima divisione honduregna.

### Nazionale
Ha esordito con la nazionale honduregna il 12 novembre 2021, nella partita di qualificazione al Mondiale 2022 persa per 2-3 contro Panama.

## Statistiche

### Cronologia presenze e reti in nazionale
| Cronologia completa delle presenze e delle reti in nazionale ― Honduras | Cronologia completa delle presenze e delle reti in nazionale ― Honduras | Cronologia completa delle presenze e delle reti in nazionale ― Honduras | Cronologia completa delle presenze e delle reti in nazionale ― Honduras | Cronologia completa delle presenze e delle reti in nazionale ― Honduras | Cronologia completa delle presenze e delle reti in nazionale ― Honduras | Cronologia completa delle presenze e delle reti in nazionale ― Honduras | Cronologia completa delle presenze e delle reti in nazionale ― Honduras |
| Data                                                                    | Città                                                                   | In casa                                                                 | Risultato                                                               | Ospiti                                                                  | Competizione                                                            | Reti                                                                    | Note                                                                    |
| ----------------------------------------------------------------------- | ----------------------------------------------------------------------- | ----------------------------------------------------------------------- | ----------------------------------------------------------------------- | ----------------------------------------------------------------------- | ----------------------------------------------------------------------- | ----------------------------------------------------------------------- | ----------------------------------------------------------------------- |
| 12-11-2021                                                              | San Pedro Sula                                                          | Honduras                                                                | 2 – 3                                                                   | Panama                                                                  | Qual. Mondiali 2022                                                     | -                                                                       | 46’                                                                     |
| 10-9-2024                                                               | Tegucigalpa                                                             | Honduras                                                                | 1 – 2                                                                   | Giamaica                                                                | CONCACAF Nations League 2024-2025 - 1º turno                            | -                                                                       | 71’ 84’                                                                 |
| 14-10-2024                                                              | Kingston                                                                | Giamaica                                                                | 0 – 0                                                                   | Honduras                                                                | CONCACAF Nations League 2024-2025 - 1º turno                            | -                                                                       | 65’ 88’                                                                 |
| 19-11-2024                                                              | Toluca                                                                  | Messico                                                                 | 4 – 0                                                                   | Honduras                                                                | CONCACAF Nations League 2024-2025 - Quarti di finale                    | -                                                                       | 69’                                                                     |
| 17-6-2025                                                               | Vancouver                                                               | Canada                                                                  | 6 – 0                                                                   | Honduras                                                                | Gold Cup 2025 - 1º turno                                                | -                                                                       | 67’                                                                     |
| Totale                                                                  |                                                                         | Presenze                                                                | 5                                                                       |                                                                         | Reti                                                                    | 0                                                                       |                                                                         |

## Palmarès

### Club

#### Competizioni nazionali
- Campionato honduregno: 1

Motagua: Clausura 2021-2022